# Truman George Yuncker
Pour les articles homonymes, voir Truman.
Truman George Yuncker est un botaniste américain, né le 20 mars 1891 et mort le 8 janvier 1964.

## Biographie
Après des études au Manual High School d’Indianapolis et après son service durant la Première Guerre mondiale, il poursuit ses études à l’université de l'Illinois et obtient son Ph. D. en 1919. Il travaille ensuite à l’université DePauw où il dirige, à partir de 1921, le département de botanique et de bactériologie, fonction qu’il occupe jusqu’à son départ à la retraite en 1956.
Durant sa carrière, Yuncker décrit 839 nouvelles espèces, 211 nouvelles variétés et 25 nouvelles formes de Piperaceae. Il participe à de nombreuses conférences et expositions florales locales où il traite de cette famille. À la fin de sa vie, il étudie le genre Cuscuta et décrit 67 nouvelles espèces et 39 nouvelles variétés.